# Liste des sites mégalithiques du Powys
Cette liste non exhaustive recense les principaux sites mégalithiques du Powys.

## Cartographie
Localisation des principaux sites mégalithiques du Powys
| : Complexes mégalithiques · : Alignements, henges, cromlechs · : Dolmens, menhirs, tumulus, cairns · |

## Liste
| Site                | Type   | Notes | Coordonnées                 | Image |
| ------------------- | ------ | ----- | --------------------------- | ----- |
| Pierre de Gilestone | Menhir |       | 51° 54′ 08″ N, 3° 15′ 29″ O |       |
| Maen Llia           | Menhir |       | 51° 51′ 28″ N, 3° 32′ 11″ O |       |
| Maen Madoc          | Menhir |       | 51° 49′ 37″ N, 3° 32′ 38″ O |       |